# Санти, Франц Матвеевич
Граф Франц Матвеевич (Мартынович) Санти (устар. Сантий, Francesco Santi; 1683 — ок. 1758) — геральдист из Пьемонта, заложивший основы русской геральдики. Обер-церемониймейстер, действительный тайный советник.

## Биография
Получил образование в Париже, где изучал историю и науки, «близкие к генеалогии». Служил при дворах многих европейских государей, в частности, у ландграфа Гессен-Гомбурга обер-гофмаршалом и тайным советником. После нескольких лет службы был приглашен Петром I в 1724 году в Россию «для отправления геральдического художества» и тогда же назначен товарищем герольдмейстера и церемониймейстером.
Санти составил гербы для многих русских городов (в том числе для Санкт-Петербурга) и придал внешние атрибуты старым гербам. За основу гербов Санти взял рисунки Титулярника 1672 года, придав им строгую геральдическую форму: изменил размещение фигур в щите, по существовавшим в Западной Европе геральдическим правилам применял определённые цвета и металлы, приведя их в строгое соответствие. В помощь переводчикам и всем, кто будет связан с герботворчеством, разработал «лексикон блазонский» — геральдический словарь. Некоторые из его работ попали в Знамённый гербовник. В феврале 1725 года был назначен обер-церемониймейстером.
В 1727 году, за участие в заговоре графа П. А. Толстого, имевшем целью доставить престол, по смерти Екатерины I, голштинской герцогине Анне Петровне, сослан в Сибирь, где первое время содержался в Якутском остроге, скованный по рукам и ногам, а потом в Верхоленском остроге и Усть-Вилюйском зимовье.
Елизавета Петровна возвратила Санти свободу, вернула чин обер-церемониймейстера и пожаловала чином действительного тайного советника (1756).
Как указывает «Русский биографический словарь А. А. Половцова», умер около 1758 года. По другим данным — умер не ранее 1762 года.

## Семья
Иркутский вице-губернатор Сытин позволил Санти в 1734 году бывать в Иркутске, где он пользовался полной свободой и женился на дочери умершего подьячего Петра Татаринова, Прасковье (умерла в 1775 году). Во время пребывания Санти в Усть-Вилюйском зимовье его жена оставалась в Иркутске. Поздние дети графа Санти:
- Лев (ум. ок. 1806), женат на Анне Александровне Нарбековой; у них сыновья Пётр († 1821) и Александр (8 апреля 1770 — 17 октября 1838[4]), сенаторы.
- Александр (22 августа 1751 — 5 июня 1806[5]), бригадир.
- Екатерина (ум. 1796), жена Николая Андреевича Щербинина, чей брат служил в Харькове губернским прокурором.
- Елизавета (1742—1810), жена бригадира Михаила Дмитриевича Бутурлина, бабушка генерал-лейтенанта М. П. Бутурлина.
- Анна, жена полковника Николая Васильевича Толстого, начальника Казанского конного легиона; их дочь воспитывал дядя А. В. Толстой.
- Мария, жена бригадира Степана Ивановича Тевяшова, бабушка библиофила А. Д. Черткова.